# Kropyvnytskyï
Kropyvnytskyï (en ukrainien : Кропивни́цький), appelée de 1924 à 1934 Zinovievsk, de 1934 à 1939 Kirovo et de 1939 à 2016 Kirovohrad (en ukrainien : Кіровоград, en russe : Кировогра́д Kirovograd) est une ville d'Ukraine et la capitale administrative de l'oblast de Kirovohrad. Sa population s'élevait à 225 339 habitants en 2020.

## Géographie

### Situation
Kropyvnytskyï se trouve approximativement au centre géographique de l’Ukraine, à 247 km au sud-sud-est de Kiev.
La ville est arrosée par l’Inhoul, un affluent du Boug méridional, à l’ouest du Dniepr.

### Transports
La ville dispose d’une gare, de la base aérienne de Kanatove et d’un aéroport.

## Histoire
Avant la fondation de la ville, il y avait des colonies de Cosaques zaporogues, qui devinrent plus tard des districts urbains .

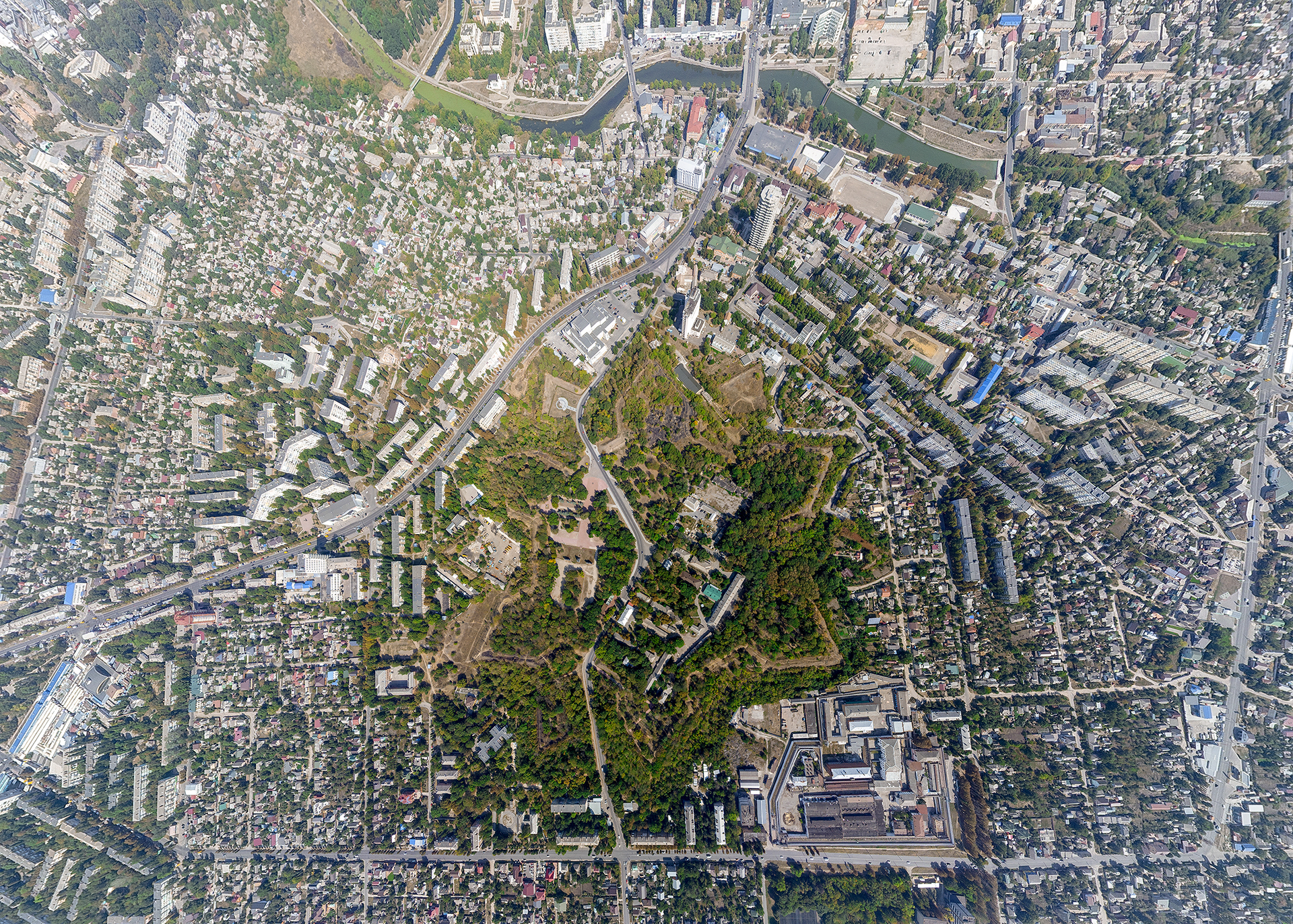
vue aérienne de l'ancienne forteresse.

Au cours de son histoire, Kropyvnytskyï a changé de nom plusieurs fois. Le 11 janvier 1752, en présentant au major général Jovan Horvat la lettre sur l'organisation de colonies de peuplement en Nouvelle Serbie, l'impératrice Élisabeth de Russie lui donna l'ordre de « fonder la forteresse de terre et de lui donner le nom de Fort Sainte-Élisabeth ».
La première mention connue du nom d'Elizavetgrad remonte à 1764, à l'occasion de l'organisation conjointe de la province d'Elisavetgrad (Elizavethrad en ukrainien) et du régiment de lanciers d'Elizavetgrad.

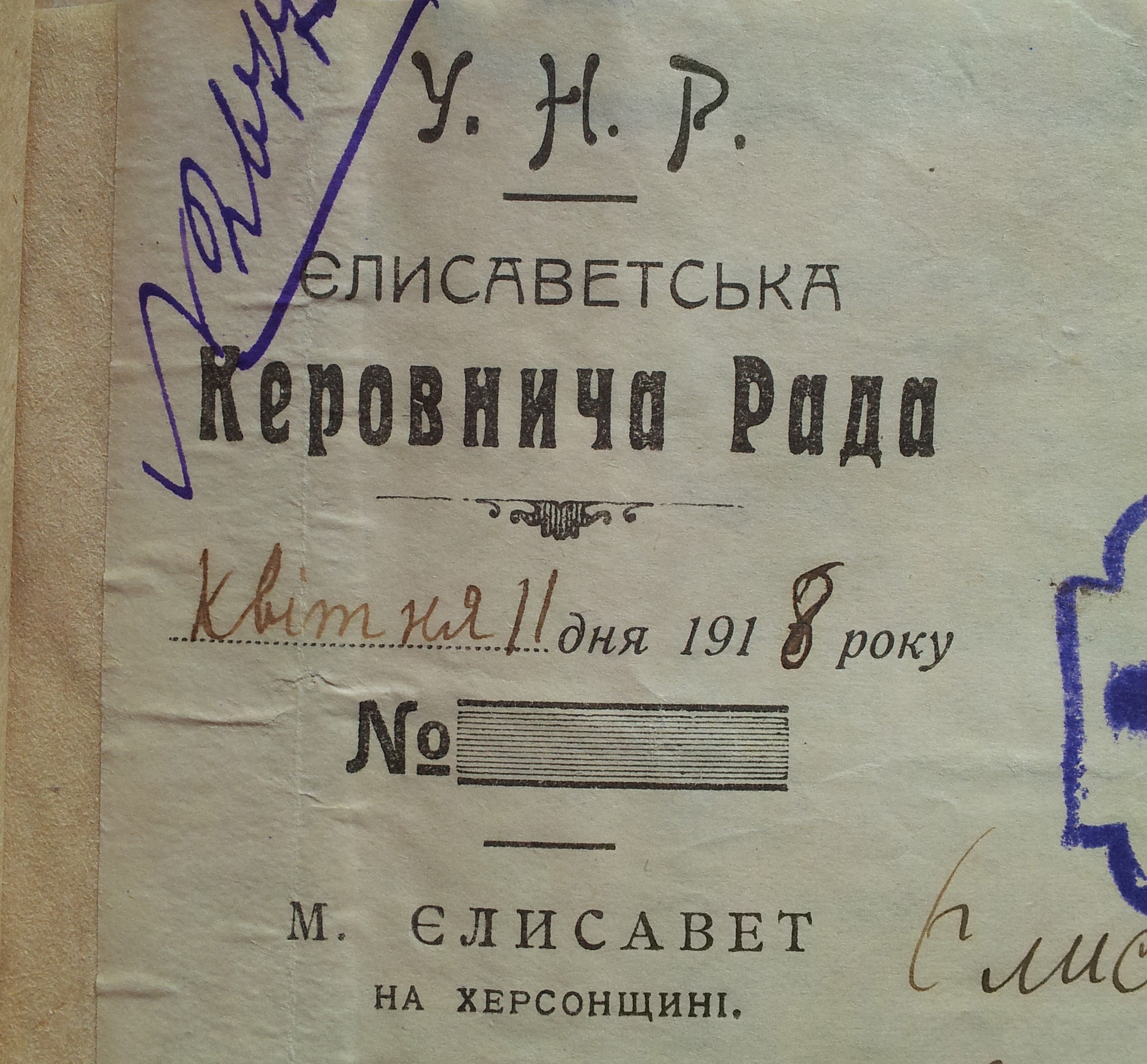
sceau des temps de la République populaire ukrainienne.

Pendant la Guerre d'indépendance ukrainienne et la Guerre soviéto-ukrainienne (1917-1922) la ville était sous le contrôle de diverses formations anciennes : armée de la rada centrale ukrainienne, armée du Directoire d'Ukraine, armée du Maria Nikiforova, armée d'occupation austro-allemande, armée insurgée de l'otaman Nikifor Grigoriev. En 1920, l'armée soviétique occupe Elizavetgrad pour la troisième fois.
En 1924, la ville est rebaptisée Zinovievsk (Zynov'evsk) en l'honneur de Grigori Zinoviev. Le 7 décembre 1934, une semaine après l'assassinat de Sergueï Kirov, qu'absolument rien ne rattachait à la ville, Zinovievsk est renommée Kirovo (Kirove en ukrainien) puis Kirovohrad.

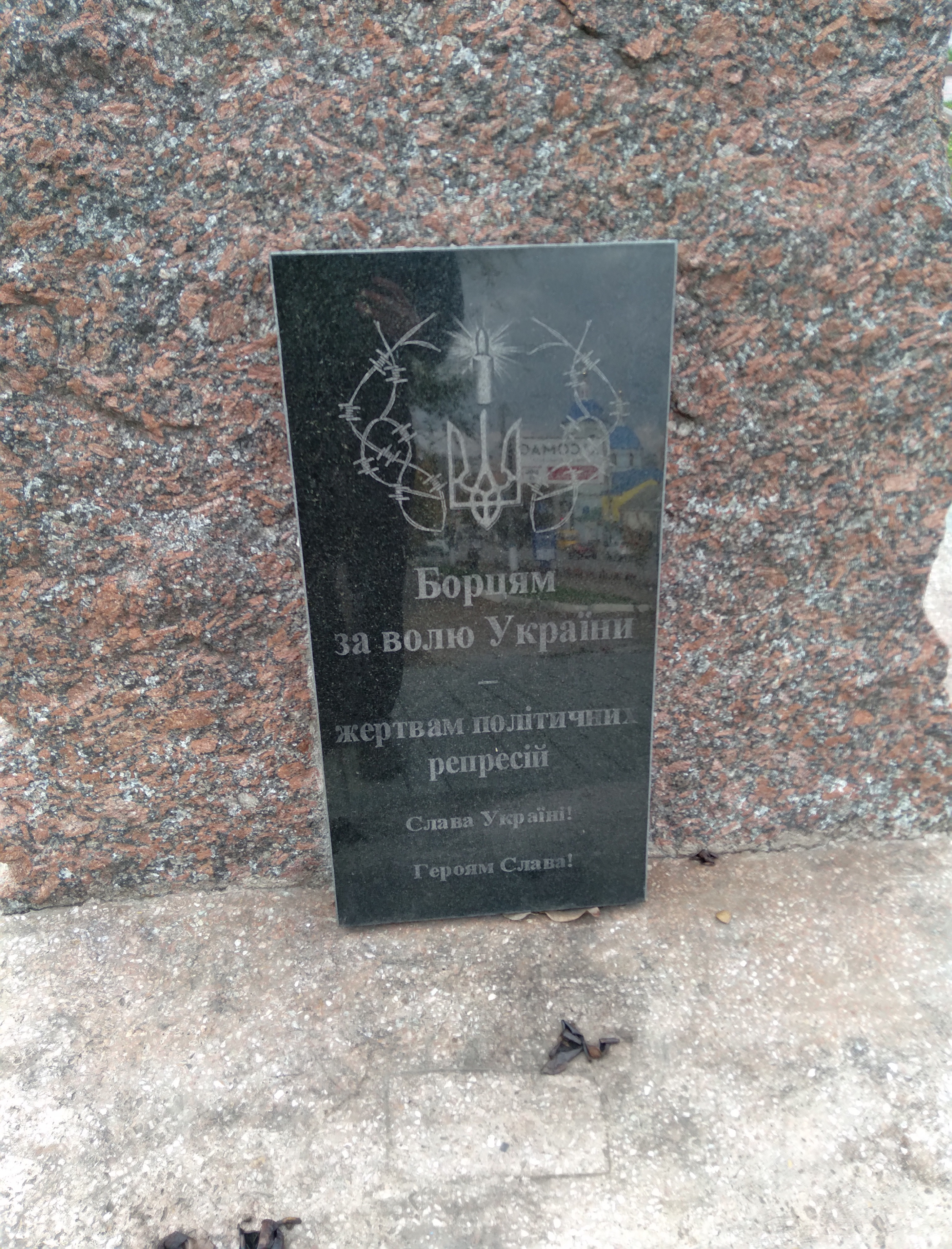
Un monument aux victimes des répressions politiques.

Pendant l’Holodomor et Grandes Purges, 2 238 habitants de la ville sont morts ,.
Du 5 août 1941 au 8 janvier 1944, la ville fut sous occupation nazie, et a été libérée lors de la Offensive Dniepr-Carpates.
Après 1991, il y a eu beaucoup de discussions sur le nom de la ville. Certains souhaitaient le retour à Elizavetgrad, mais il parut peu opportun d'attribuer à nouveau le nom d'une impératrice russe à une ville ukrainienne.
Pendant la période de Guerre du Donbass (2014-2021) le 14 juillet 2016, la ville fut finalement renommée dans le cadre de la loi sur la décommunisation , du nom de Marko Kropyvnytsky, écrivain et l'un des fondateurs du théâtre ukrainien.
Lors de Invasion de l'Ukraine par la Russie la ville a commencé à souffrir des tirs de roquettes russes et est devenue un refuge pour plusieurs milliers de réfugiés du sud-est du pays.

## Population

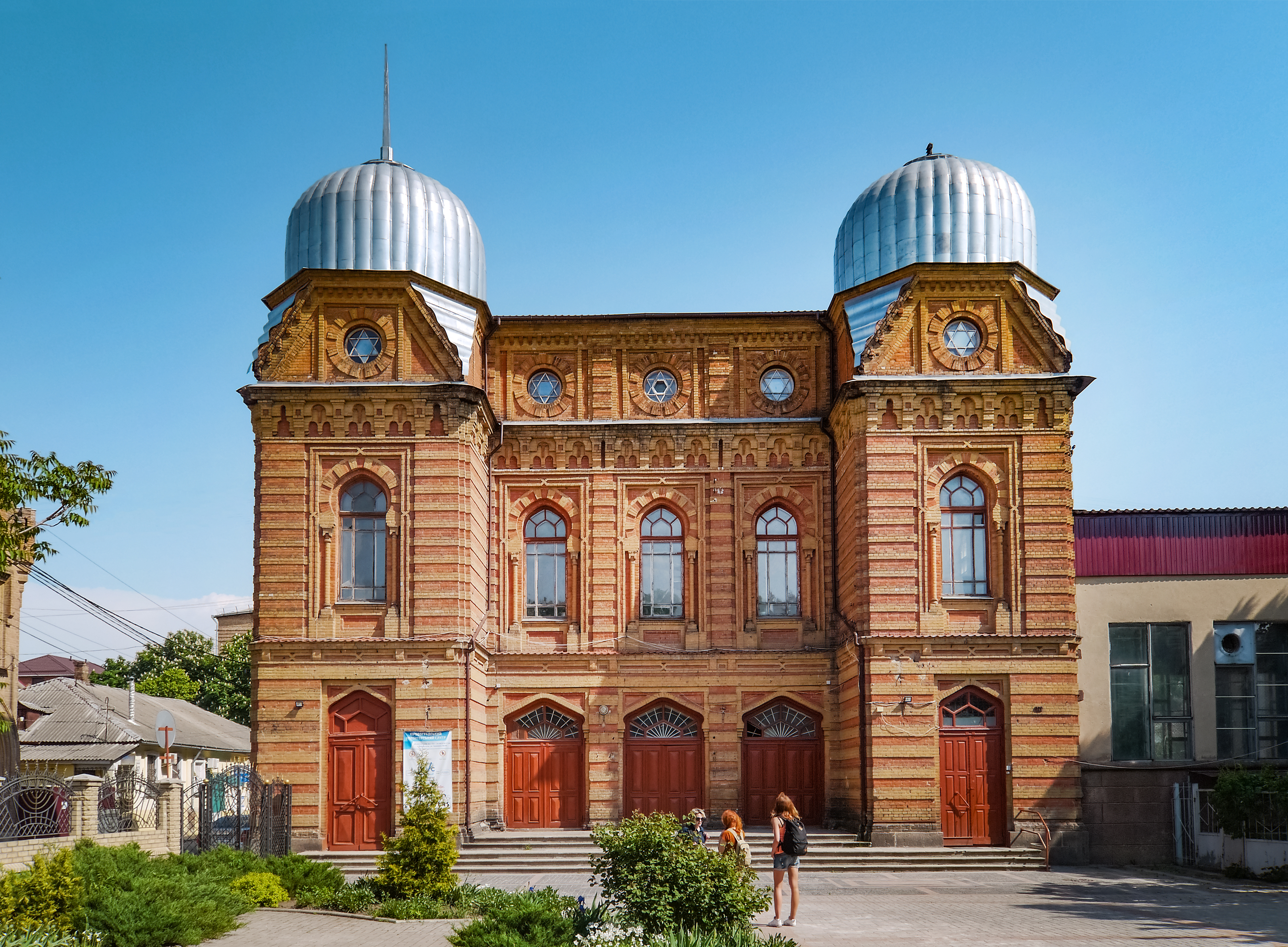
Grande synagogue de Kropyvnytskyï, en septembre 2018.

### Évolution démographique
Recensements (*) ou estimations de la population :
| 1858   | 1873   | 1897*  | 1923*  |
| ------ | ------ | ------ | ------ |
| 23 700 | 38 100 | 61 488 | 49 070 |

| 1926*  | 1939*   | 1943   | 1959*   |
| ------ | ------- | ------ | ------- |
| 64 502 | 100 054 | 63 403 | 128 207 |

| 1970*   | 1979*   | 1989*   | 2001*   |
| ------- | ------- | ------- | ------- |
| 188 795 | 236 652 | 269 803 | 254 103 |

| 2012    | 2013    | 2014    | 2015    |
| ------- | ------- | ------- | ------- |
| 239 891 | 239 253 | 233 333 | 232 314 |

| 2016    | 2017    | 2018    | 2019    |
| ------- | ------- | ------- | ------- |
| 231 089 | 229 632 | 228 630 | 227 413 |

| 2020    | - | - | - |
| ------- | - | - | - |
| 225 339 | - | - | - |

### Natalité et mortalité
Le taux de natalité était de 11,3 pour mille en 2012 avec 2 707 naissances (contre un taux de natalité de 10,9 pour mille en 2011 pour 2 603 naissances) tandis que le taux de mortalité lui était de 13,4 pour mille avec 3 212 décès (contre un taux de mortalité de 13,4 pour mille en 2011 pour 3 217 décès).

### Structure par âge
0-14 ans : 15,1 %  (18 440 hommes et 17 241 femmes)
15-64 ans : 70,3 %  (77 151 hommes et 88 681 femmes)
65 ans et plus : 14,6 %  (11 507 hommes et 23 013 femmes) (2016 officiel)

## Économie
Les principales entreprises de Kropyvnytskyï sont :
- OAO Tchervona Zirka (ОАО Червона зирка), une entreprise de machines agricoles, fondée en 1874, spécialisée dans la fabrication de semoirs à céréales avec 2 820 salariés en 2007[6] ;
- OAO Hydrossila (ОАО Гидросила), le principal fabricant de systèmes hydrauliques pour machines agricoles de l'ex-URSS avec 2 880 salariés en 2007[7].

## Culture locale et patrimoine

### Personnalités

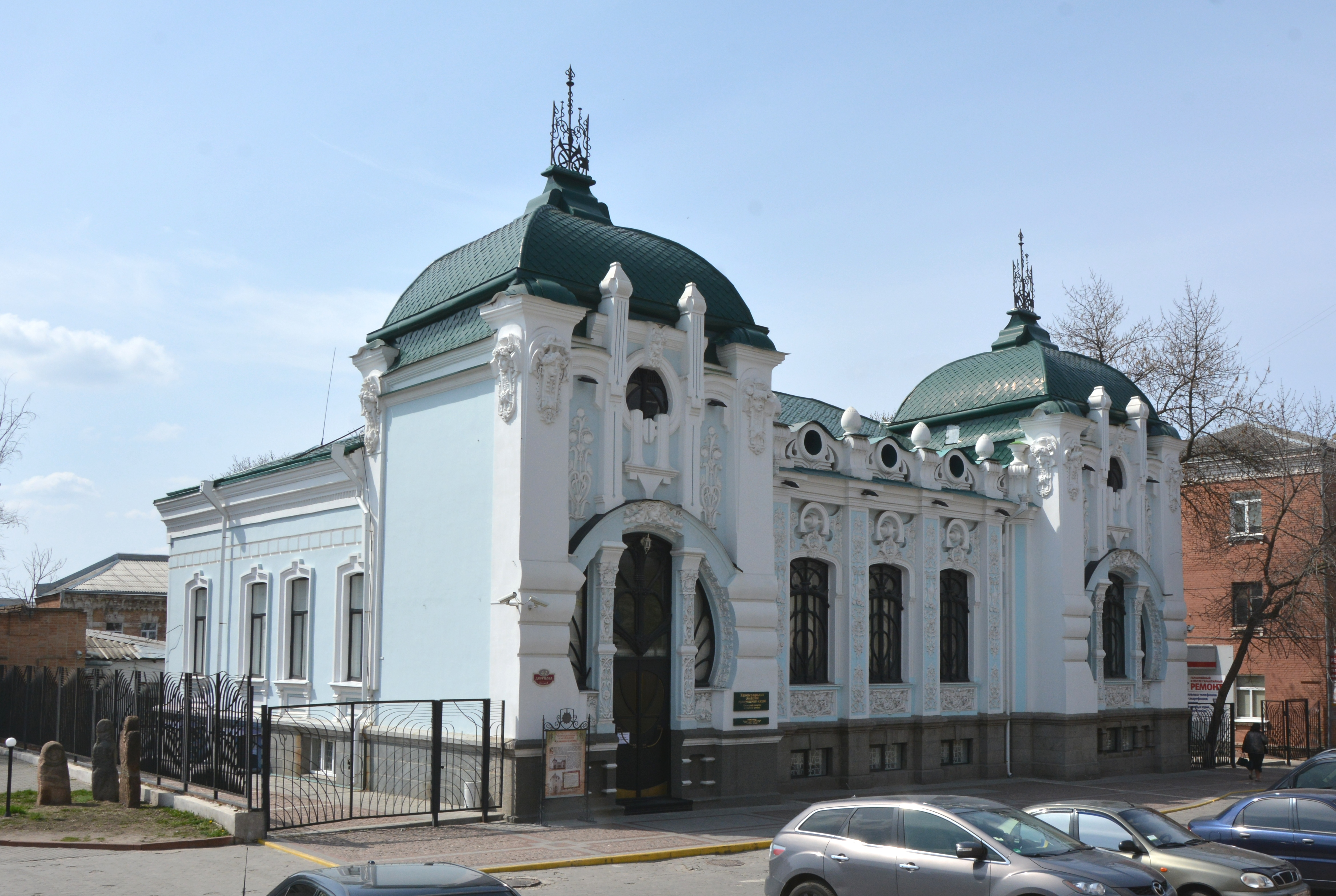
Le musée d'histoire locale de Kirovohrad.

- Dmitri von der Osten-Sacken (1789-1881), général de cavalerie de l'armée impériale russe.
- African Spir (1837-1890), philosophe russe.
- Arkadi Maslow (1891-1941), militant communiste russe d'origine ukrainienne.
- Mykhaïlo Bondarenko (1903-1938), chef de gouvernement ukrainien.
- Alekseï Souétine (1926-2001), grand maître soviétique, puis russe, du jeu d'échecs.
- Oleksandr Symonenko (né en 1974), coureur cycliste ukrainien.
- Oleksandr Kvachuk (né en 1983), coureur cycliste ukrainien.
- Andriy Pyatov (né en 1984), footballeur ukrainien.
- Yevhen Konoplyanka (né en 1989), footballeur ukrainien.

### Galerie

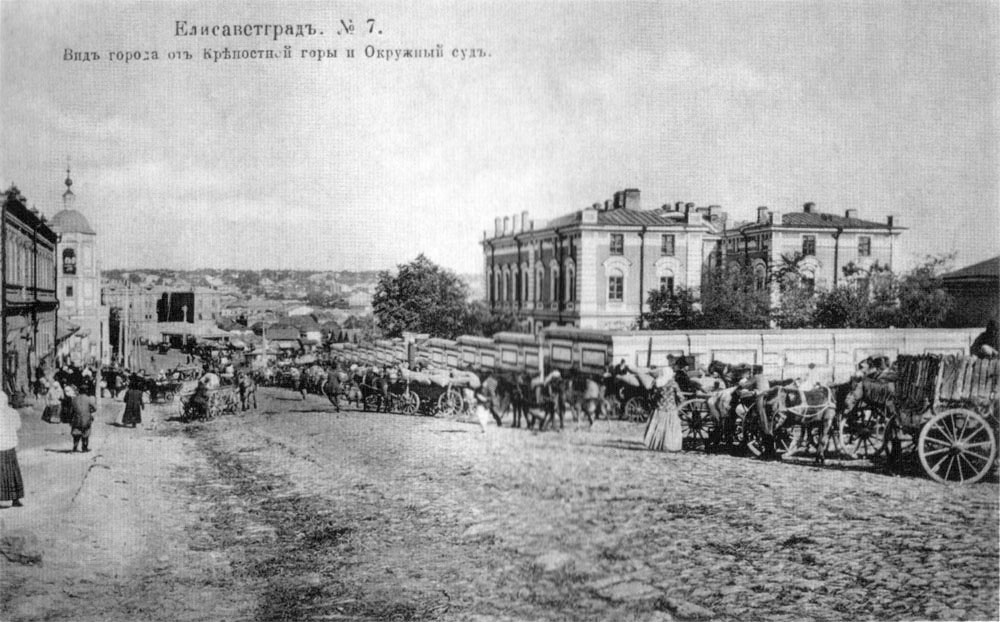
panorama de la ville, années 1910
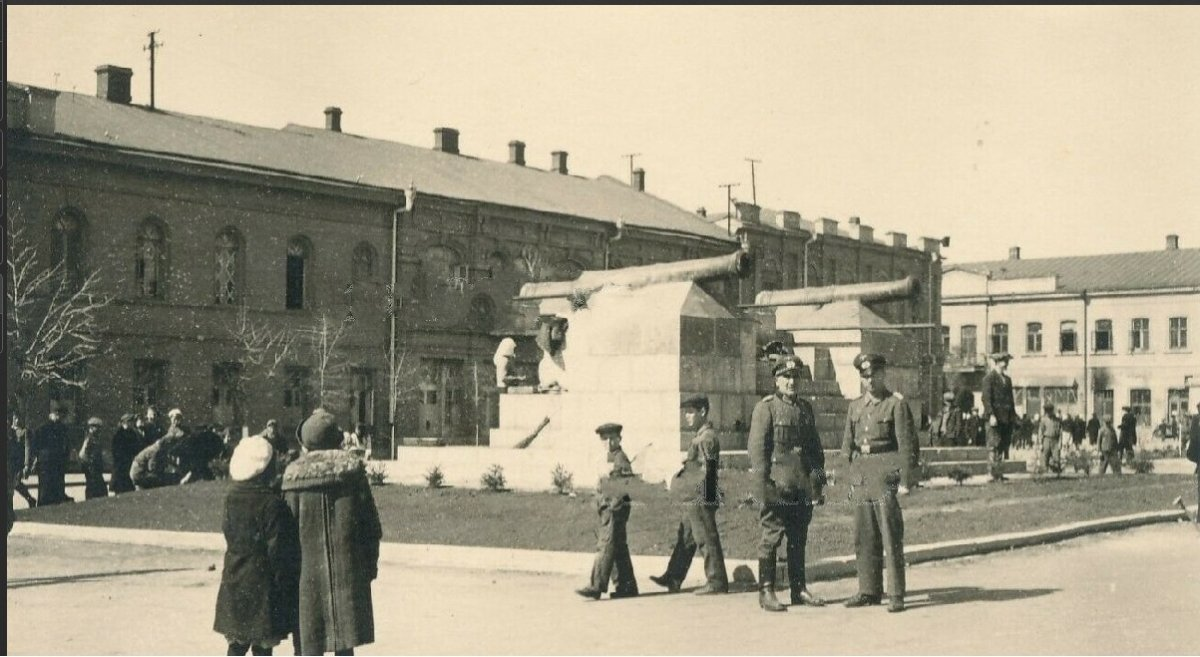
la place centrale, année 1942
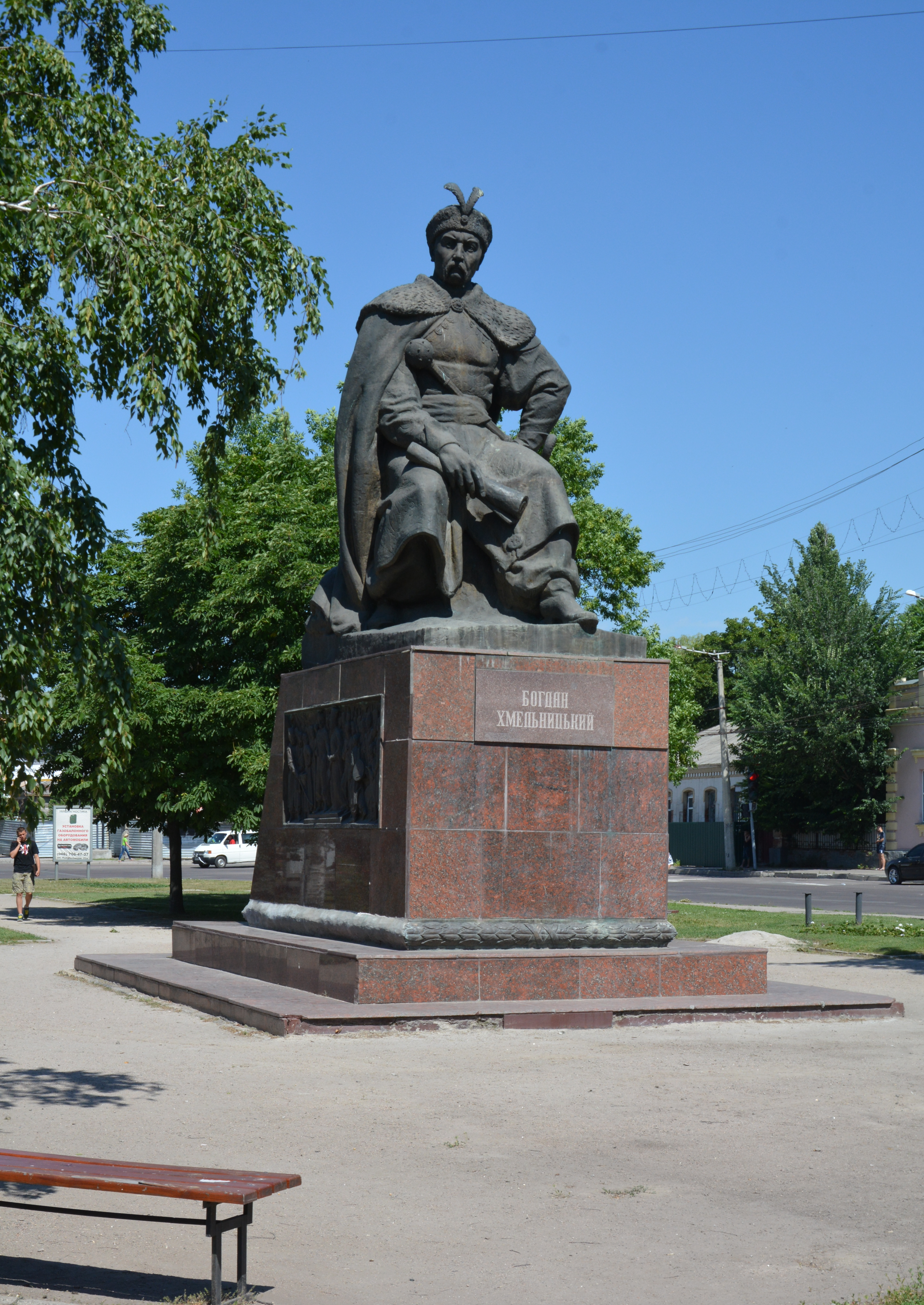
Monument à Bogdan Khmelnitski (installé en 1995)
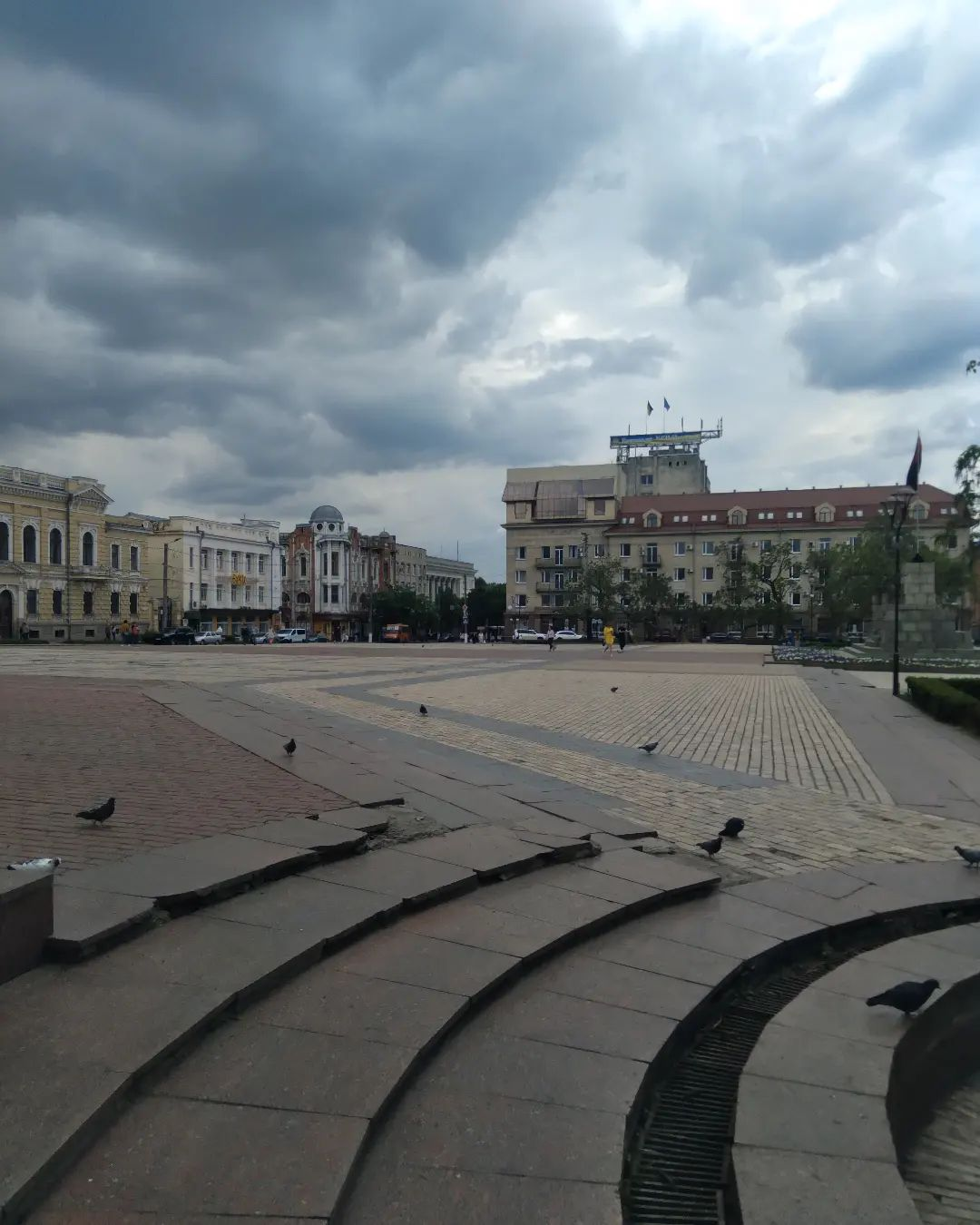
Place des Héros de l'Euromaidan
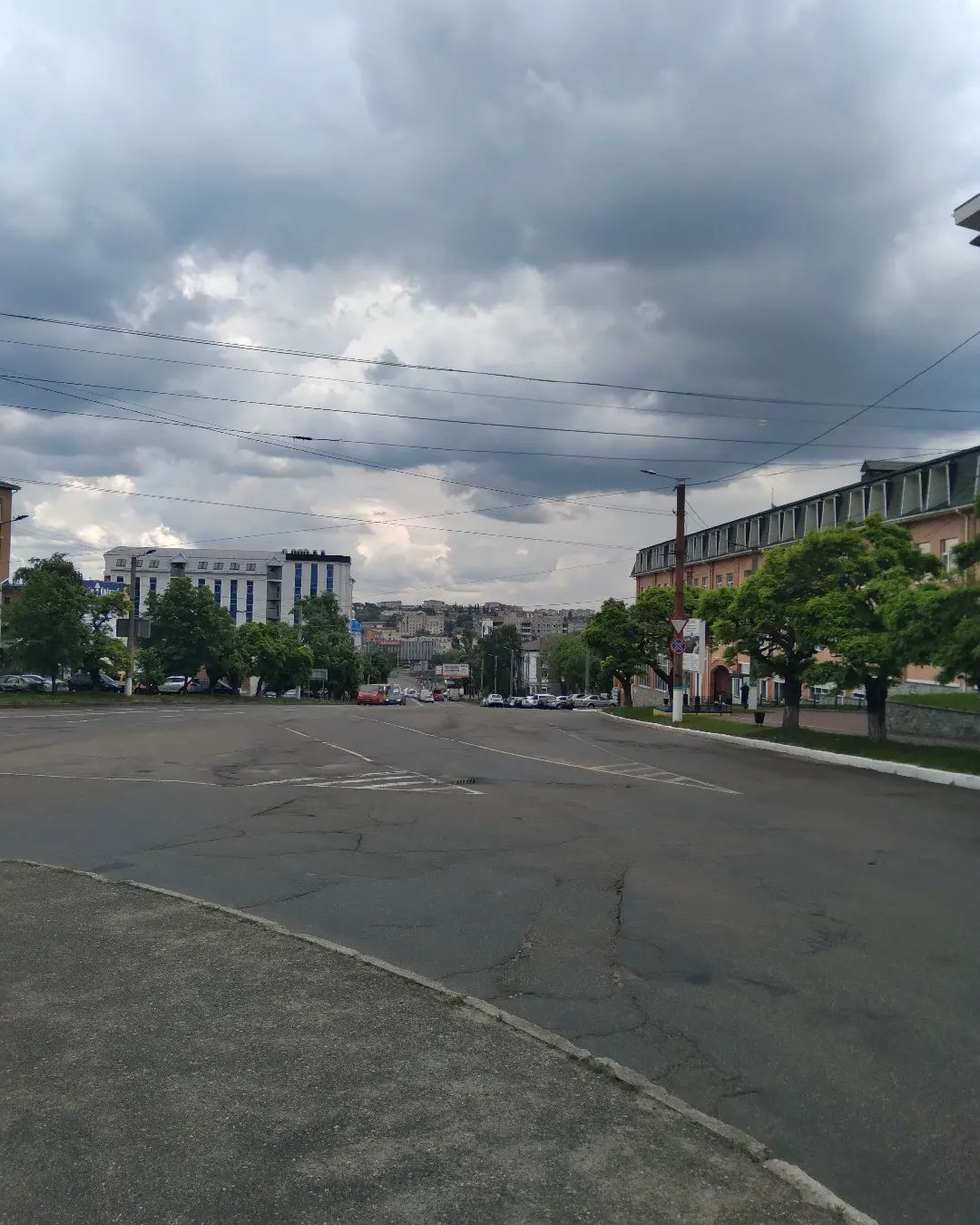
vue de la descente depuis la partie ouest de la ville
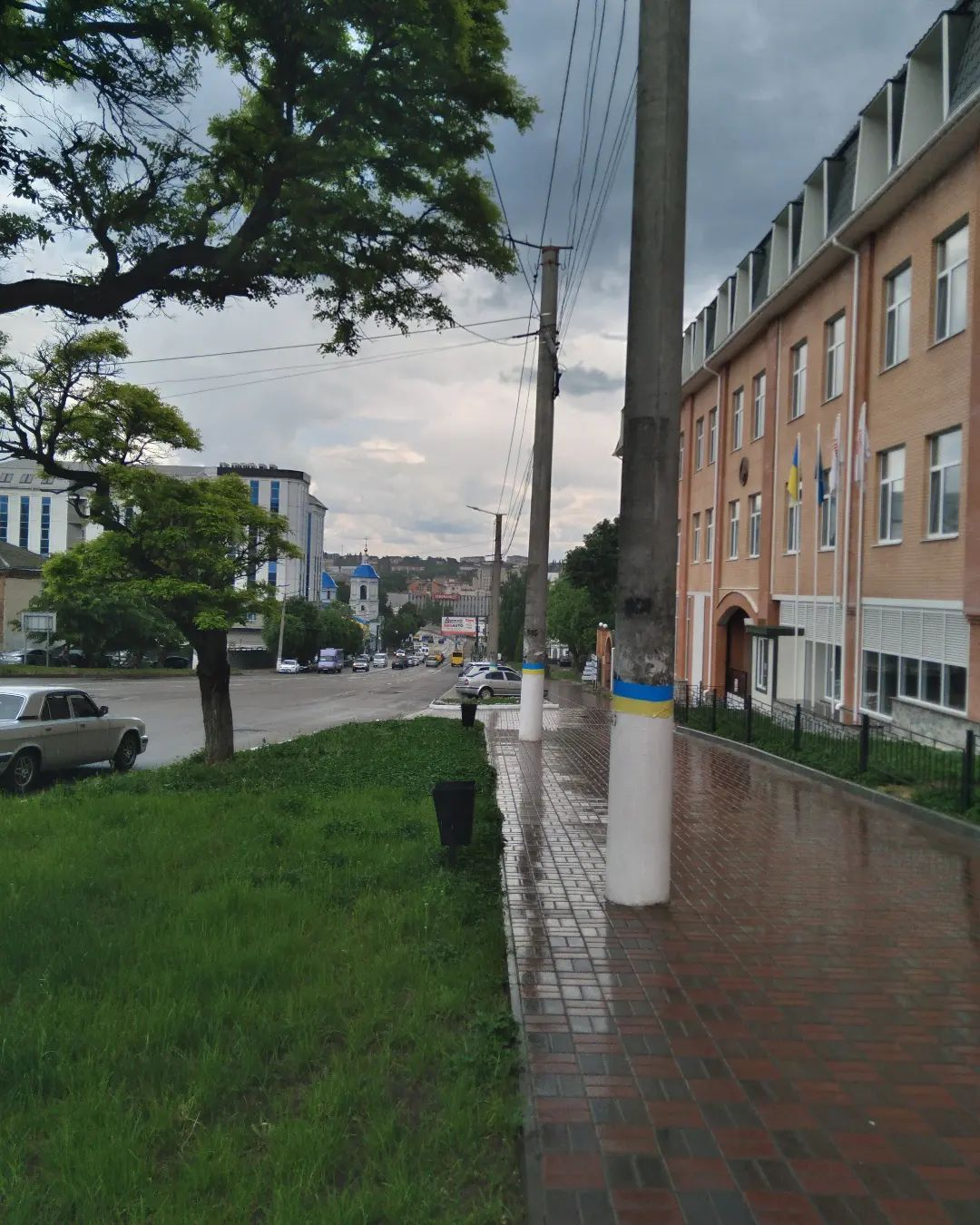
panorama de la ville, 2023
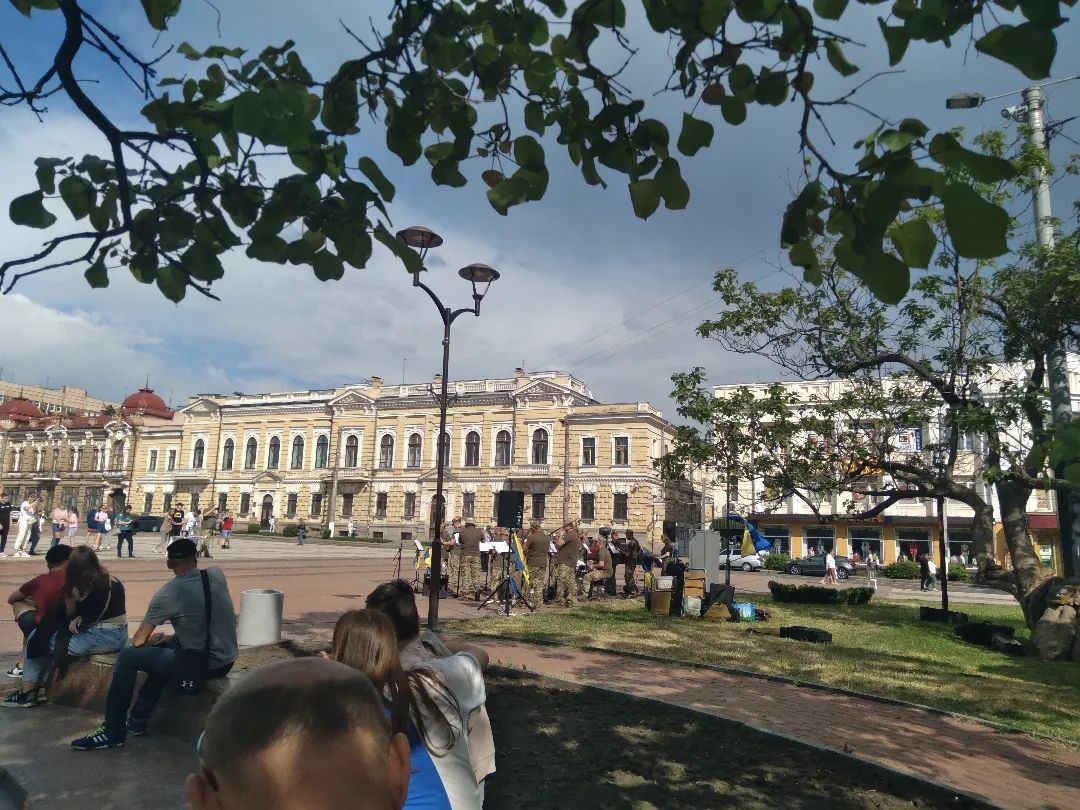
la fanfare militaire chante pour les citadins, 2023
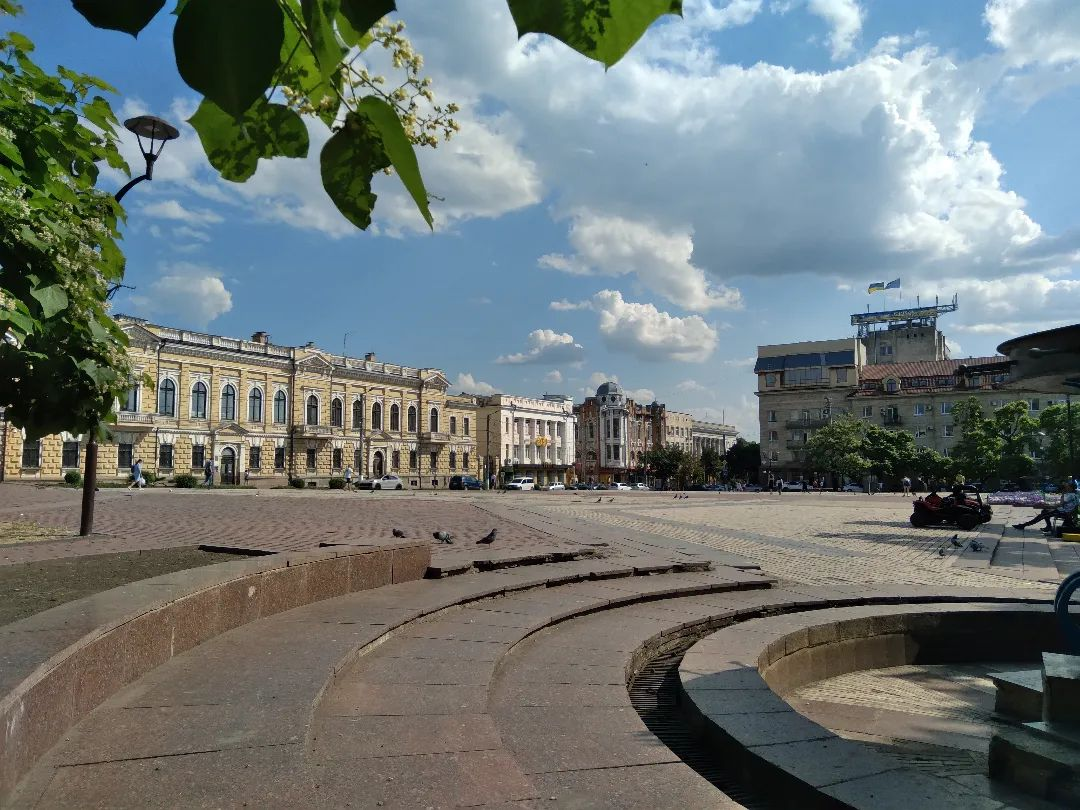
Place des Héros de l'Euromaidan
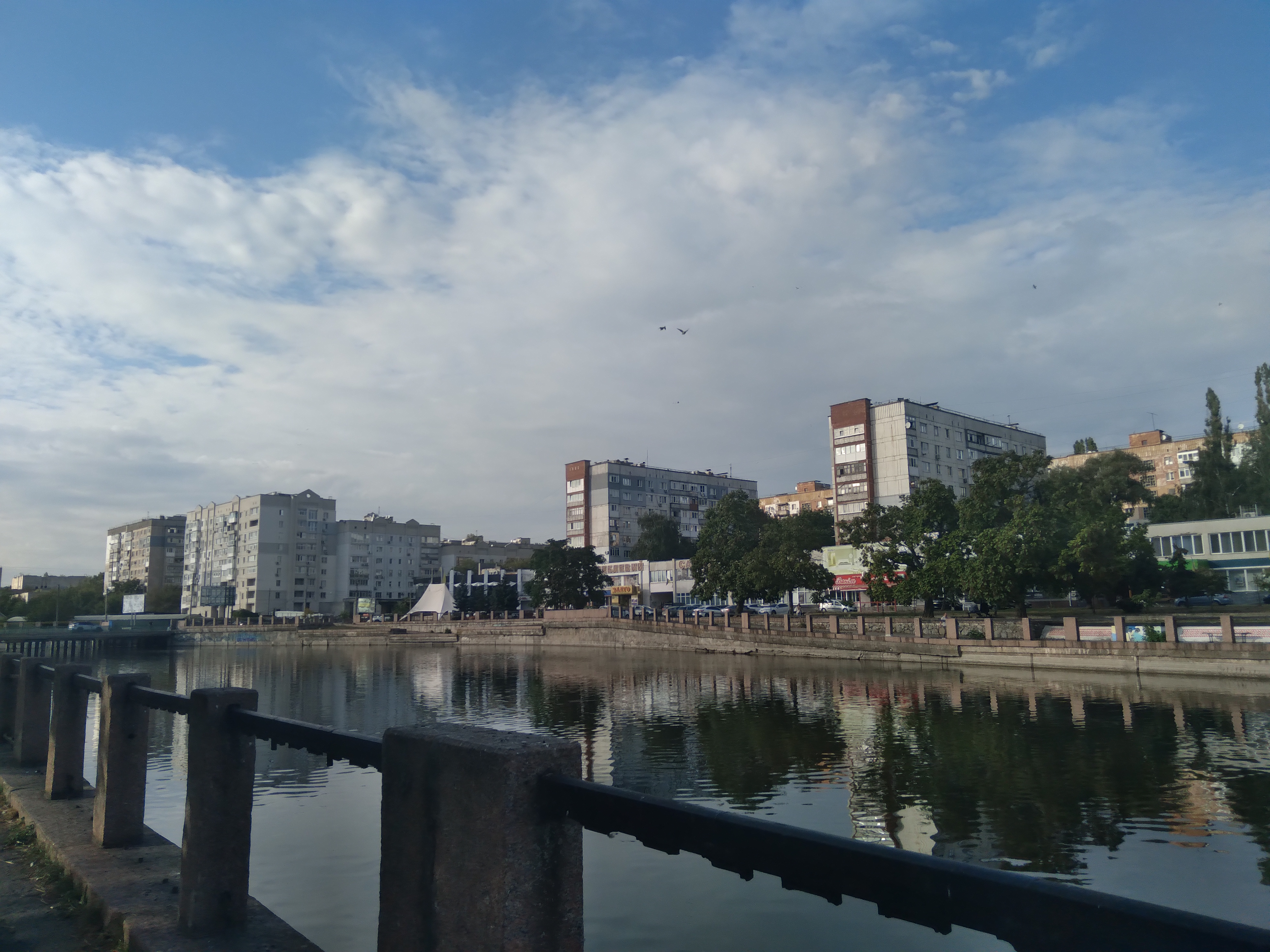
remblai de la rivière Inhoul
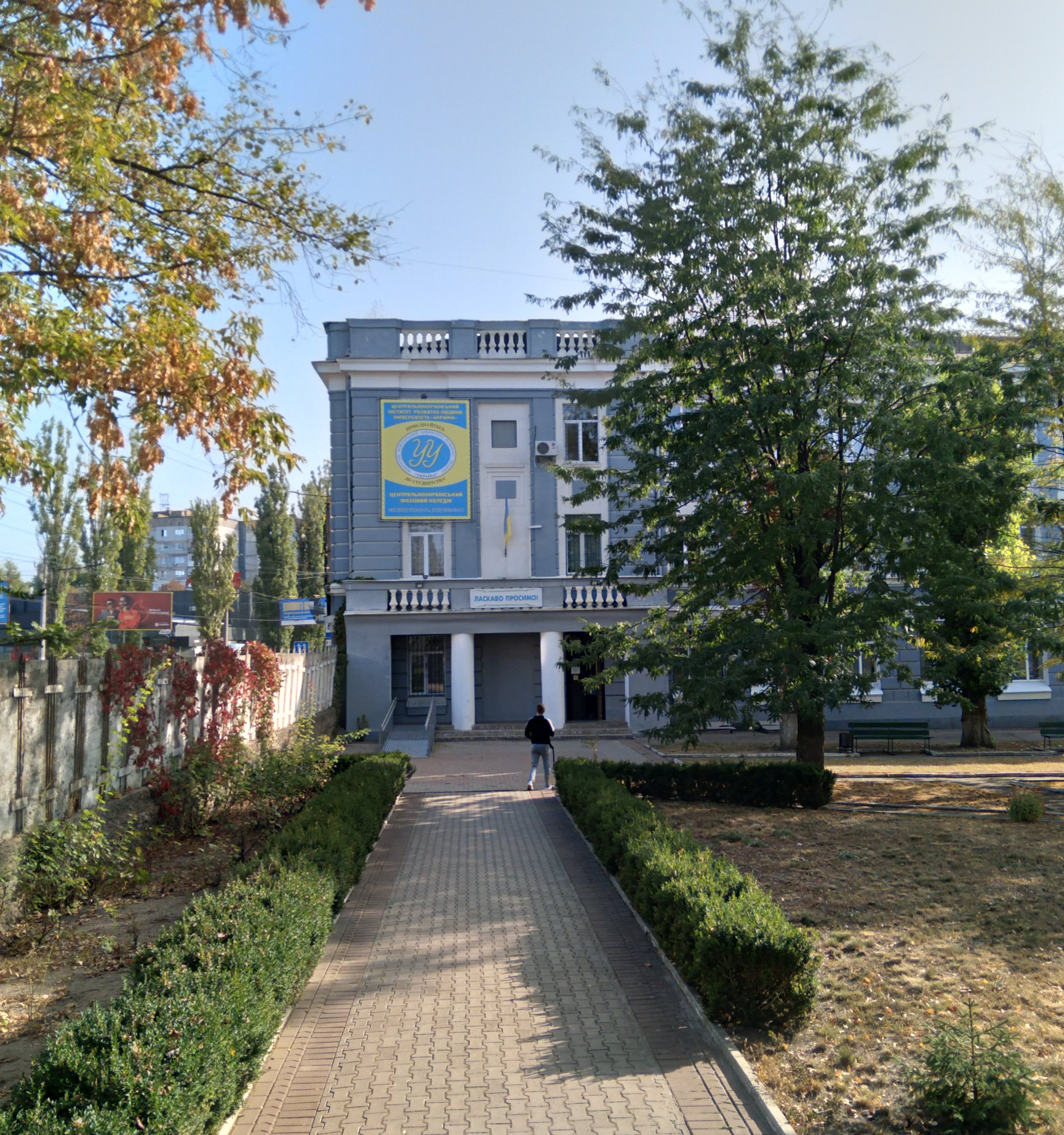
l'un des établissements d'enseignement supérieur de la ville
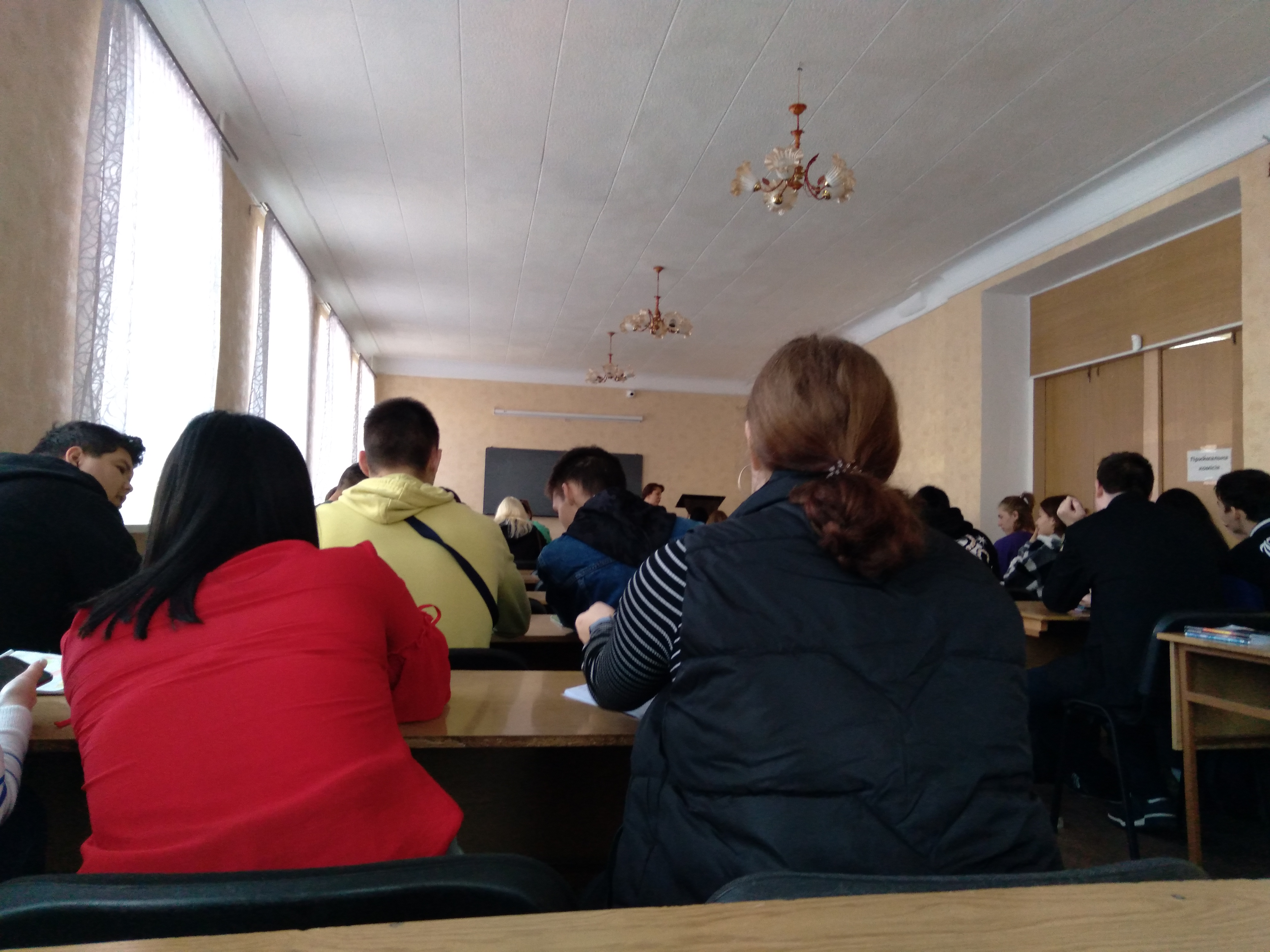
le public principal de l'Institut central ukrainien du développement humain
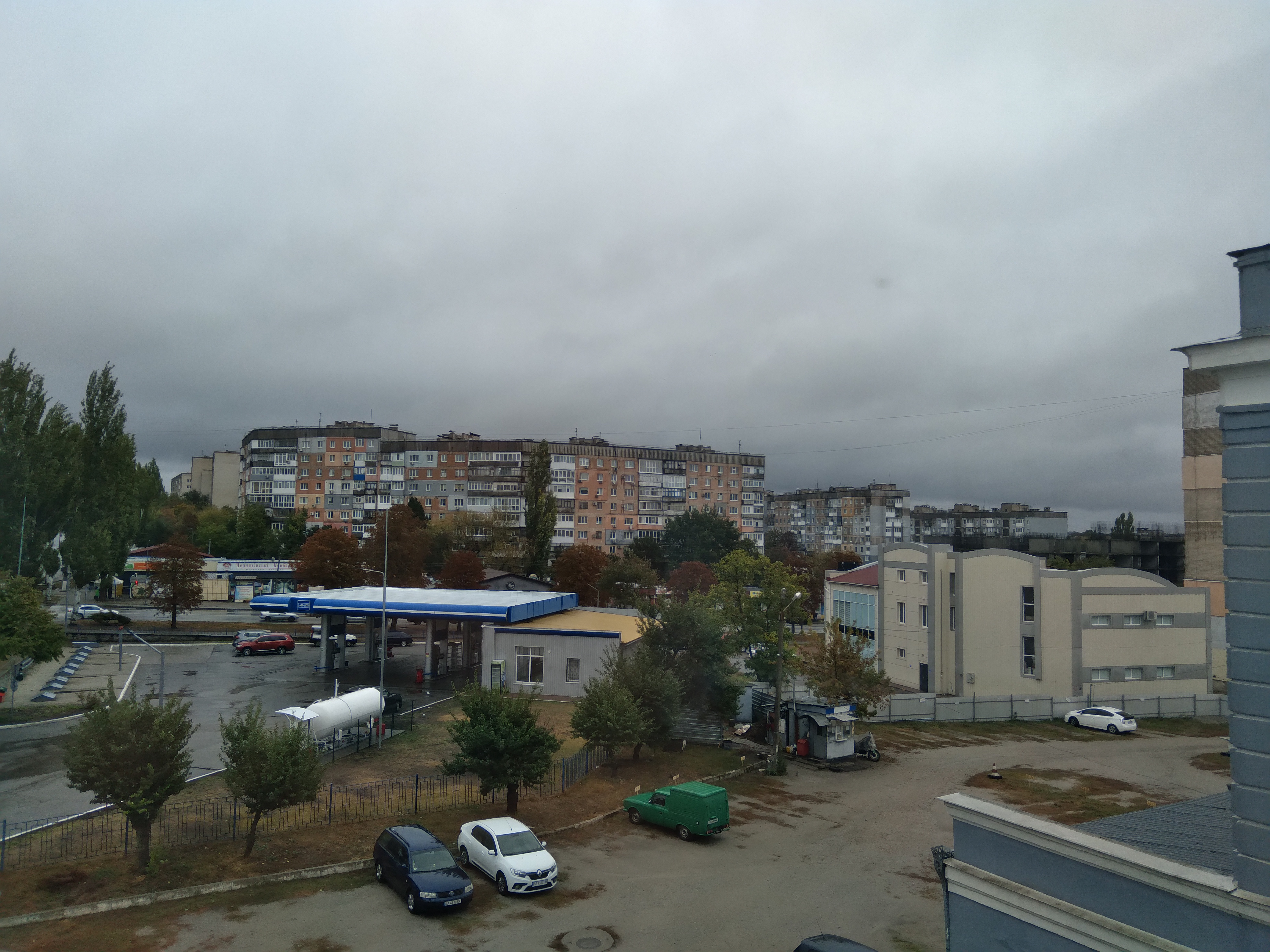
complexe résidentiel en centre-ville
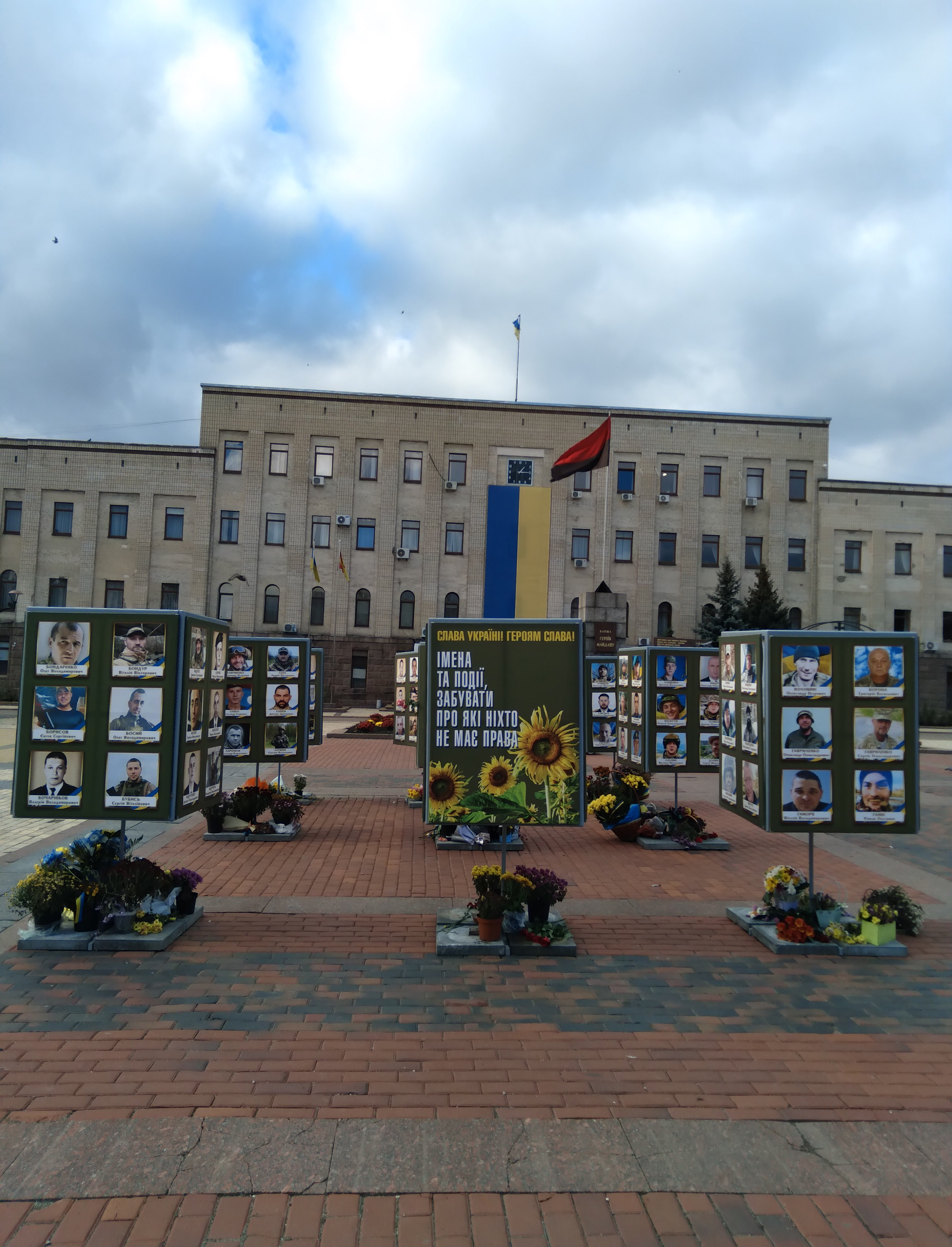
administration régionale de l'État (devant elle se trouvent des photos de ceux qui sont morts pour l'Ukraine)
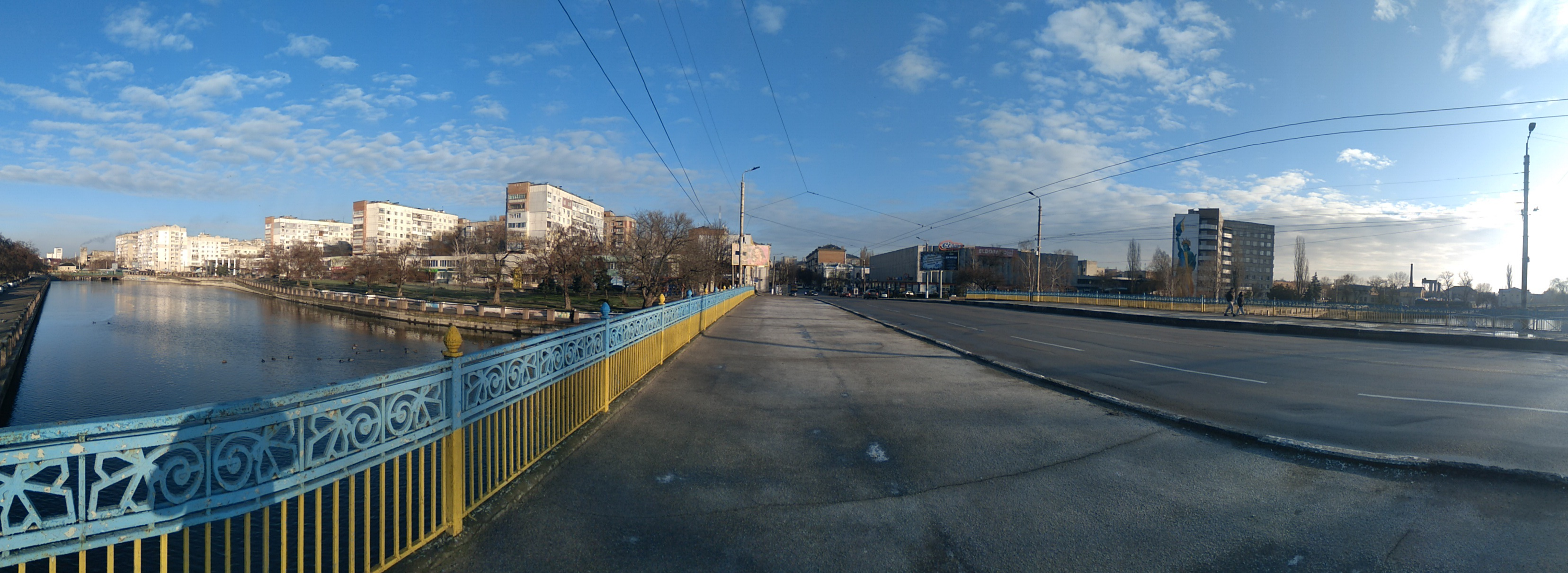
centre-ville (panorama)
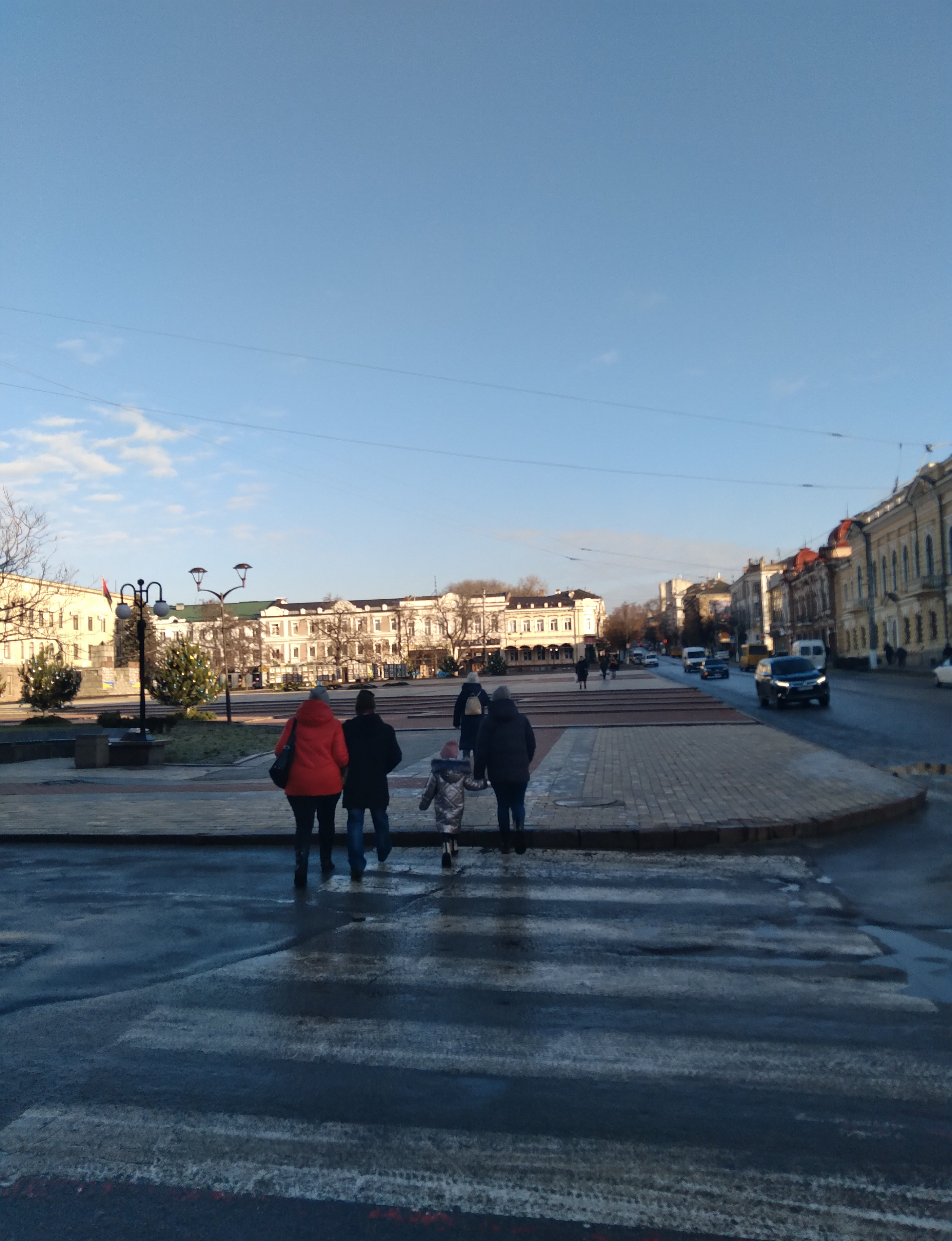
Place des Héros de l'Euromaidan
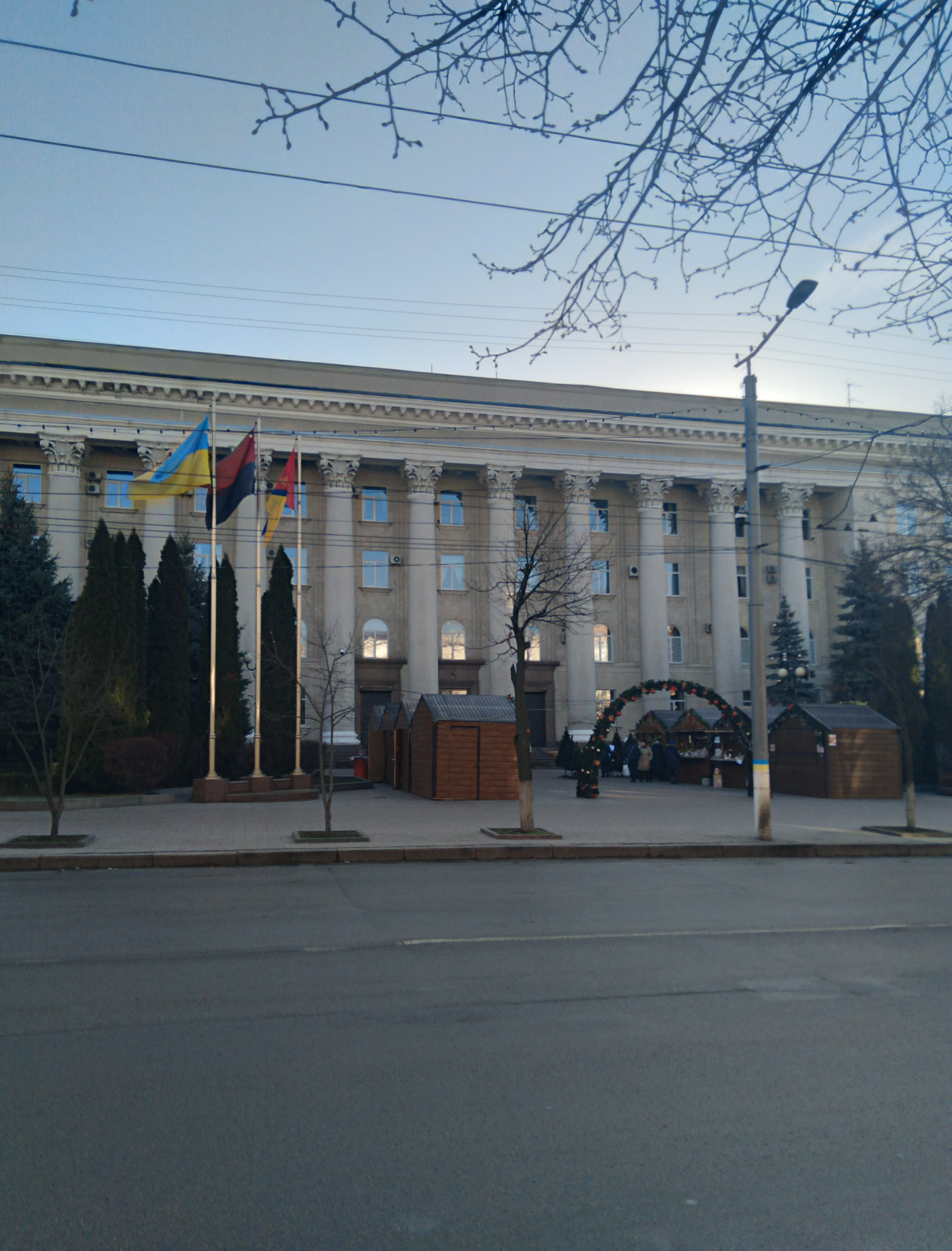
Conseil municipal
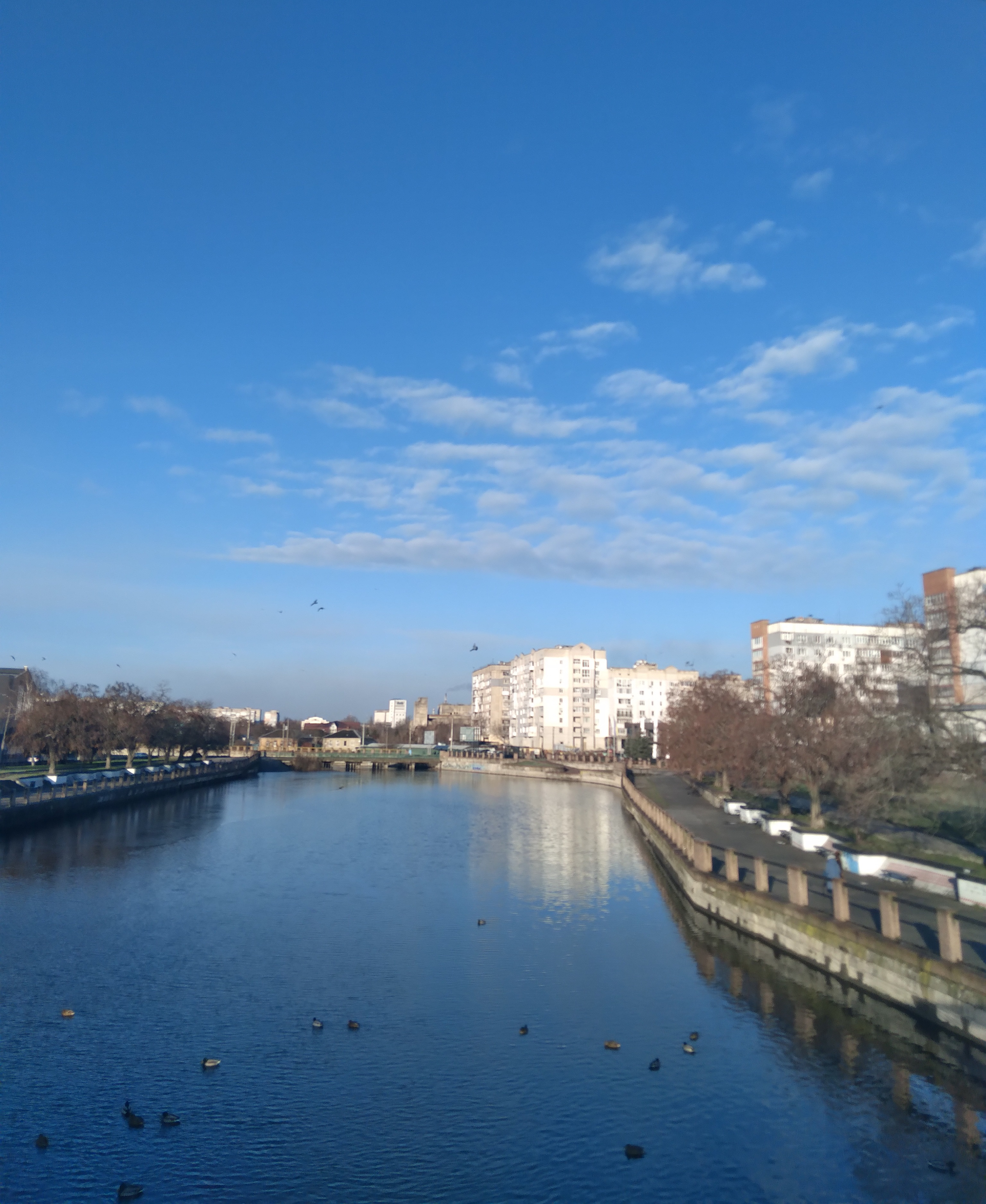
rivière Inhoul
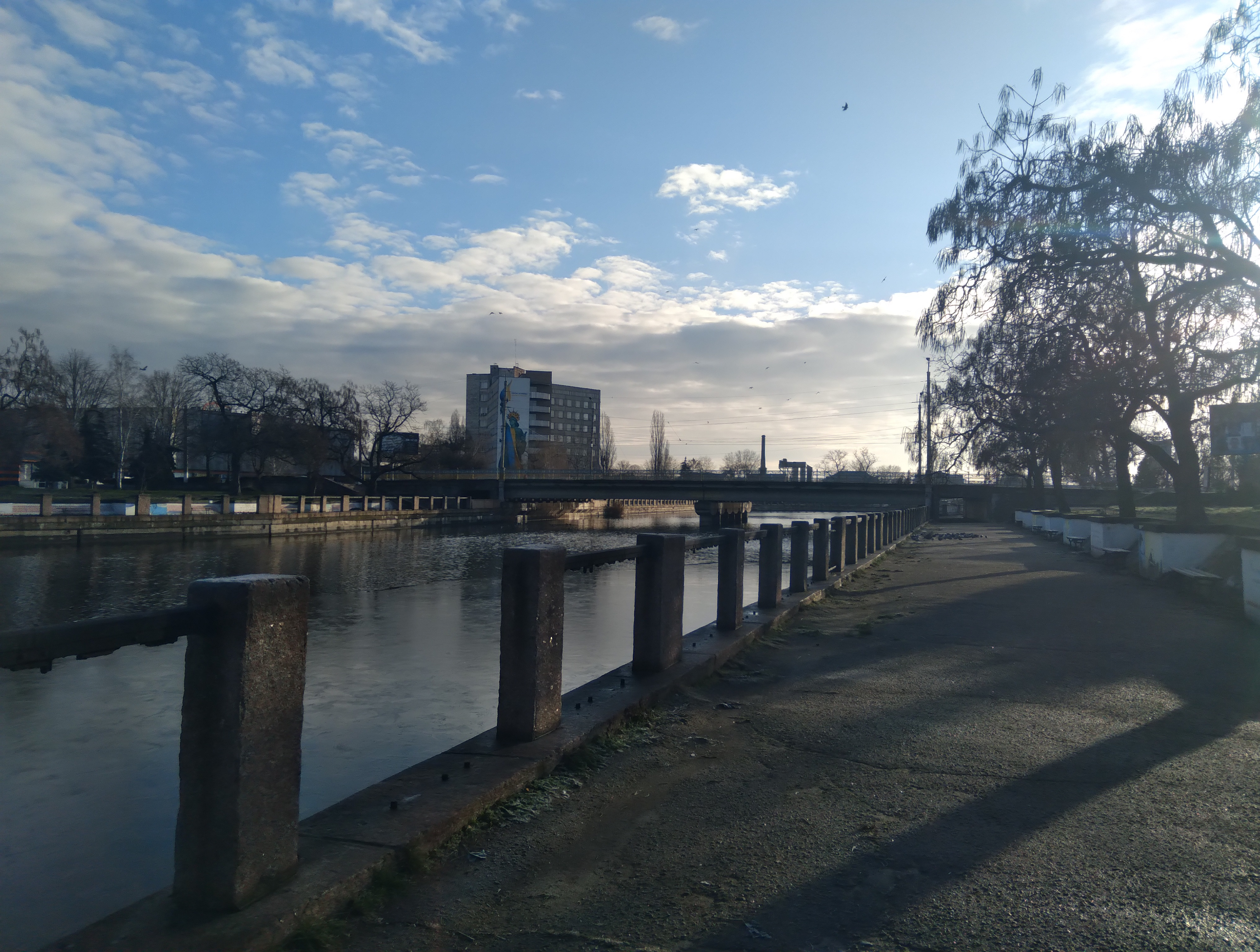
remblai au centre de la ville